# Ponte Verde (San Pietroburgo)

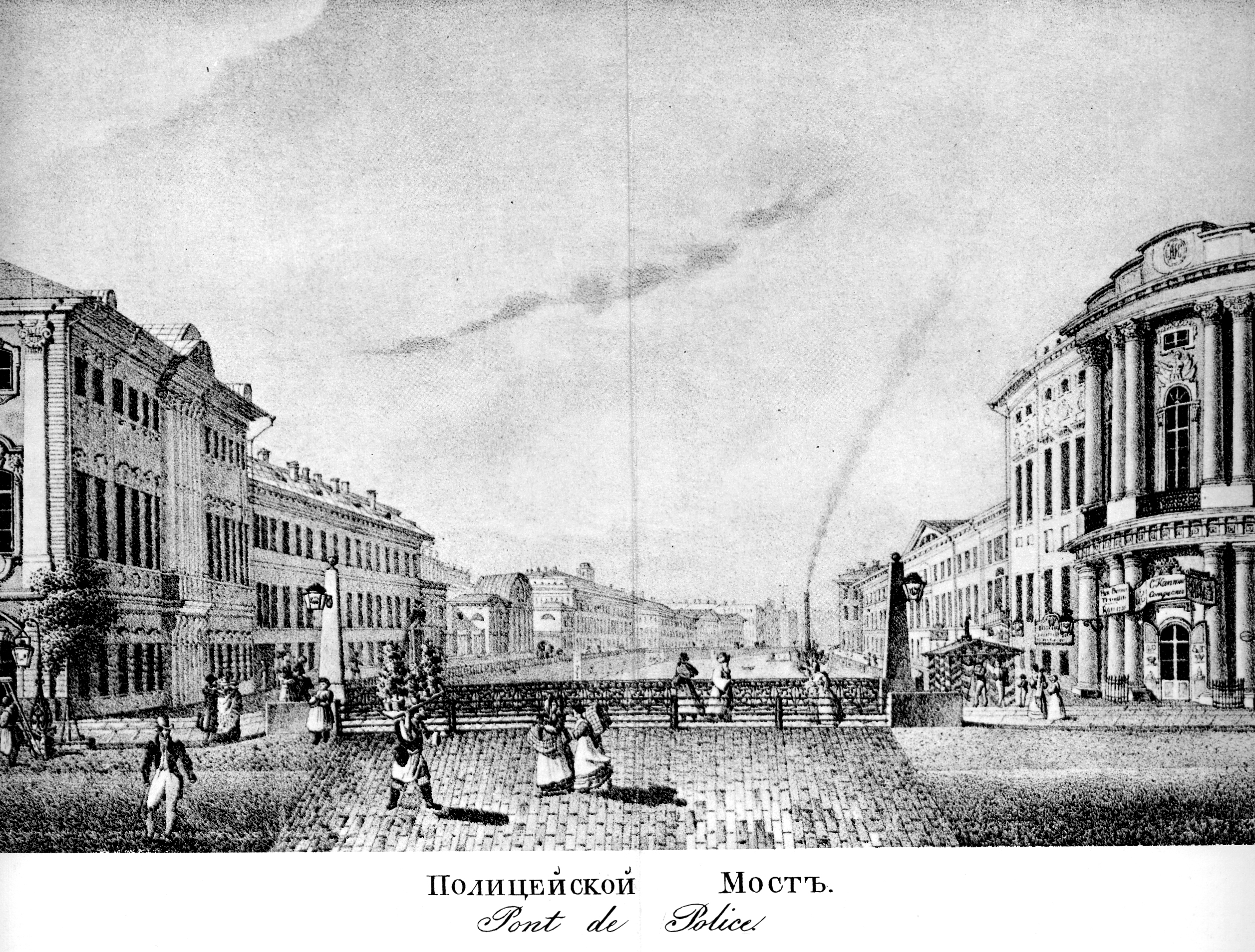
Ponte della polizia nel 1830

Il Ponte Verde (in russo Зелёный мост?, Zyelyoniy Most), noto anche come Ponte della polizia e Ponte del popolo, è un ponte sul fiume Mojka a San Pietroburgo, in Russia. È stato il primo ponte in ghisa della città.

## Storia
Nel 1713 fu costruita una strada principale sulla riva sinistra del fiume Neva, che divenne la moderna Prospettiva Nevskij. All'incrocio con il Mojka, nel 1716, fu costruito un ponte in legno che nel 1730 fu dipinto di verde, e quindi prese il nome di "Ponte Verde". Nel 1768 il ponte fu ribattezzato Ponte della polizia a causa della vicina stazione della polizia di San Pietroburgo.
Nel 1806 al posto del ponte esistente, l'architetto William Heste costruì un nuovo ponte in ghisa. La maggiore resistenza della ghisa consentì un disegno più elegante e snello, soprattutto rispetto ai pesanti ponti in granito. Il progetto venne considerato così di successo che fu approvato come progetto standard per i ponti sul fiume Mojka.
Nel 1842, il ponte della polizia fu ampliato per accogliere il crescente traffico sulla Prospettiva Nevskij. Nel 1844 fu il primo ponte asfaltato in Russia. Nel 1904-1907, quando furono costruiti i binari del tram sulla Prospettiva Nevskij, il ponte fu nuovamente ampliato e l'architetto Lev Ilyin aggiunse i lampioni.
Nel 1918 il ponte fu ribattezzato Ponte del popolo (in russo Народный мост?, Narodnij most), e nel 1998 è stato ribattezzato nuovamente con la sua designazione originale, "Ponte Verde".

## Edifici adiacenti
Immediatamente adiacenti al Ponte Verde ci sono il Palazzo Chicherin, il Palazzo Kotomin e il Palazzo Stroganov.